# Телевизионен оператор (компания)
 Тази статия е за медийната компания.  За професията вижте Телевизионен оператор.  
Телевизионен оператор означава медийна компания – предприятие, развиващо телевизионен бизнес.
Според разширения обхват на понятието това предприятие изготвя свои програми и ги подготвя за излъчване. Телевизионната програма представлява съвкупност от телевизионни предавания и другите аудиовизуални съобщения и материали (например реклами, телетекст и др.), предназначени за разпространение по определен ред (програмна схема). От гледна точка на зрителя между програма и канал няма разлика, тъй като всяка програма се приема на определен телевизионен канал.
В България определението за телевизионен и радиооператор според Закона за радиото и телевизията е: „Радио- или телевизионен оператор е доставчик на линейни медийни услуги (програми) за радио/телевизия въз основа на програмна схема“.
Българското национално радио и Българската национална телевизия осъществяват радио- и телевизионна дейност като национални обществени оператори.